# 8 Diagrams
8 Diagrams é o quinto álbum de estúdio lançado no ano de 2007 pelo grupo de rap de Nova Iorque Wu-Tang Clan. Contém 16 faixas descritas na lista a seguir.

## Lista de faixas
1. "Campfire"
2. "Take It Back"
3. "Get Them Out Ya Way Pa"
4. "Rushing Elephants"
5. "Unpredictable"
6. "The Heart Gently Weeps"
7. "Wolves"
8. "Gun Will Go"
9. "Sunlight"
10. "Stick Me for My Riches"
11. "Starter"
12. "Windmill"
13. "Weak Spot"
14. "Life Changes"